# Буревісник каріамуріанський
Буревісник каріамуріанський (Puffinus persicus) — морський птах з родини буревісникових (Procellariidae).

## Поширення
Вид поширений на заході Індійського океану. Гніздиться на невеликих скелястих островах.

## Підвиди
Виділяють два підвиди:
- P. p. persicus – (Hume, 1872): гніздиться на островах Курія-Мурія (Оман) і Сокотра (Ємен).
- P. p. temptator – (Louette & Herremans, 1985): розмножується на Коморських островах.